# Luis Diego Rivas
Luis Diego Rivas Méndez (Alvarado, Cartago, Costa Rica, 24 de agosto de 1997) es un futbolista costarricense aque juega como portero en el Municipal Turrialba de la Segunda División de Costa Rica.

## Trayectoria

### C. S. Cartaginés
Rivas hizo su debut en la máxima categoría con el Cartaginés el 6 de mayo de 2015, por la última fecha del Campeonato de Verano contra Limón. El portero recibió la confianza del entrenador Claudio Ciccia e ingresó de cambio al minuto 77' por Alejandro Gómez con la dorsal «37». En su primera intervención tapó un penal a Alexander Espinoza y el resultado terminó en victoria por 7-2.
Desde que arrancó como titular del estratega Javier Delgado a partir de la sexta fecha del Torneo de Apertura 2017, Rivas se convirtió en un jugador inamovible en su posición tanto en este campeonato como en el Clausura 2018. El 21 de marzo extendió su contrato por dos años más.
Con la llegada del portero Darryl Parker al cuadro blanquiazul, Luis Diego perdió su puesto de estelar y fue relegado al banquillo. El 18 de junio de 2020, se oficializó su salida del club.

### Municipal Liberia
El 10 de septiembre de 2020, el Municipal Liberia de la segunda categoría hizo oficial su incorporación.

## Selección nacional

### Categorías inferiores
El 29 de noviembre de 2017, Rivas entró en la lista oficial de dieciocho jugadores del entrenador Marcelo Herrera, para enfrentar el torneo de fútbol masculino de los Juegos Centroamericanos, cuya sede fue en Managua, Nicaragua, con el representativo de Costa Rica Sub-21. Debutó en el primer juego del 5 de diciembre contra Panamá en el Estadio Nacional. El único tanto de su compañero Andy Reyes al 66' marcó la diferencia para el triunfo por 1-0. Para el compromiso de cuatro días después ante El Salvador, el portero repitió su rol como titular en la totalidad de los minutos mientras que el resultado se consumió empatado sin goles. Los costarricenses avanzaron a la etapa eliminatoria de la triangular siendo líderes con cuatro puntos. El 11 de diciembre fue estelar en la victoria de su país 1-0 —anotación de Esteban Espinoza— sobre el anfitrión Nicaragua, esto por las semifinales del torneo. La única derrota de su grupo se dio el 13 de diciembre, por la final frente a Honduras (1-0), quedándose con la medalla de plata de la competencia.
El 6 de julio de 2018, se anunció el llamado de la selección Sub-21 dirigida por Herrera para conformar la nómina que le haría frente al torneo de fútbol de los Juegos Centroamericanos y del Caribe, lista en la cual Rivas quedó dentro del selecto grupo. Realizó su debut el 20 de julio en el Estadio Romelio Martínez de Barranquilla contra el anfitrión Colombia, donde fue titular en la derrota por 1-0. Dos días después pero en el mismo escenario deportivo, Luis Diego volvió a aparecer como estelar mientras que su escuadra sumó la primera victoria de 3-2 sobre Trinidad y Tobago. Tras el nuevo revés dado el 24 de julio ante Honduras con marcador de 1-2, su selección quedó eliminada en fase de grupos y ocupó el tercer lugar de la tabla.
El 15 de julio de 2019, Rivas  fue convocado por Douglas Sequeira en la selección Sub-23 para jugar la eliminatoria al Preolímpico de Concacaf. Dos días después fue el debut frente a Guatemala en el Estadio Doroteo Guamuch Flores, donde el futbolista apareció como suplente en la victoria por 0-3. A pesar de la derrota dada el 21 de julio por 0-2 en la vuelta en el Estadio Morera Soto, en la que Rivas nuevamente quedó en el banquillo, su combinado logró clasificarse al torneo continental.

#### Participaciones en juveniles
| Competición                               | Sede         | Resultado      | Partidos | Goles |
| ----------------------------------------- | ------------ | -------------- | -------- | ----- |
| Juegos Centroamericanos 2017              | Managua      | Subcampeón     | 4        | -1    |
| Juegos Centroamericanos y del Caribe 2018 | Barranquilla | Fase de grupos | 3        | -5    |

## Clubes
| Club                    | País       | Año           |
| ----------------------- | ---------- | ------------- |
| C. S. Cartaginés        | Costa Rica | 2015-2020     |
| Municipal Liberia       | Costa Rica | 2020-2021     |
| Municipal Pérez Zeledón | Costa Rica | 2021-2023     |
| Coatepeque F. C.        | Guatemala  | 2023          |
| San Carlos F. C.        | Costa Rica | 2024-presente |